# 曾昭抡
曾昭抡（1899年5月25日—1967年12月8日），字雋奇，又字振鏊，號俊奇，又號叔偉，乳名聞，男，湖南湘乡人，中国化学家，教育家，中央研究院院士，中国化学学科的奠基人和早期领导者之一。

## 生平

### 學經歷與留學美國
1920年毕业于清华学校（1928年改名清华大学）。1926年获美国麻省理工学院科学博士学位。是曾國藩弟曾国潢的曾孙。历任中央大学、北京大学、西南联合大学、武汉大学、輔仁大學教授。为中国科学社的早期骨干，中国化学会的主要创始人之一。
1945年底適美國“曼哈顿计划”試爆原子彈成功，阿尔伯特·魏德迈將軍向俞大維提議派人前往學習。曾昭抡与国民政府的核心人物俞大維、陈诚都是姻亲，向俞大維推荐物理学家吳大猷与数学家華羅庚。經呈報蔣中正同意，軍政部考核後决定曾、吳、華三名科学家各带两名助手，华罗庚挑选了孙本旺和徐贤修，吴大猷挑选了李政道和朱光亚，曾昭抡挑选了唐敖庆和王瑞駪。
曾昭抡1948年当选为中央研究院第一屆院士。1949年中华人民共和国建国后，曾昭抡1951年任中央教育部副部长兼高教司司长。1953年后，任高等教育部副部长兼中国科协副主席、中国科学院化学研究所所长，1955年当选中国科学院学部委员。

### 反右與文革
1957年“反右”时，蒙受不白之冤。1958年4月，他应武汉大学校长李达之邀，经中央有关部门同意后，只身一人前往武汉大学化学系执教。1961年发现罹患淋巴癌。1966年8月25日，他的妻子北大西语系教授俞大絪被红卫兵剝除上衣用皮帶抽打侮辱，憤而服毒自尽。曾昭抡亦遭迫害，1967年12月8日在武汉含冤逝世，终年68岁。
1981年3月3日，经中共中央批准，教育部在北京八宝山革命公墓举行了追悼会，为曾昭抡平反、恢复名誉，教育部长蒋南翔主持追悼会。武汉大学于1985年特设置“纪念曾昭抡化学奖金”，每年评审一次，以奖励在校取得优异成绩的大学生和研究生。

## 贡献
曾昭抡是中国近现代化学学科的创建人之一，对中国化学名词的命名与统一有重要贡献 ，并于1934年在北大化学系开创中国大学本科毕业论文制度。曾昭抡的学生唐敖庆是1949年后中国理论化学界的领军人物，曾任中国自然科学基金主任。

## 家庭
曾昭抡的曾祖父曾国潢是曾国藩的幼弟，一生在家务农。祖父曾纪梁（曾介石）和父亲曾广祚都考中过举人。曾纪梁留在老家没有出仕。曾广祚到南京任江苏候补道。
曾昭抡的父亲曾广祚和母亲陈季瑛共生有十三个孩子，活到成年的有七个，三个儿子分别是昭承、昭抡、绍杰（昭拯），四个女儿是昭燏、昭懿、昭鏻、昭楣。
- 曾昭承：长沙雅礼中学考入清华学堂，后去美国哈佛大学经济系留学。从美国留学归国之后在上海工作，抗战后在重庆政府和个旧锡业，日本投降后不久去台湾。
- 曾昭抡
- 曾绍杰：1930年离开湖南去南京，1932年入上海大夏大学读商科，抗战后任国民政府军政部兵工署财务科科长，1946年后任国民政府交通部主任秘书，1949年去台湾，1951年在台北电力公司工作，后以董事会秘书身份退休。
- 曾昭燏：1929年入中央大学，1933年毕业，1935年赴英国学习考古，1938年10月回国，1939年成为中国第一个野外考古的女科学家，1945年主持中央博物院回迁南京,。1950年春，中央博物院筹备处更名为国立南京博物院，曾昭燏任副院长。1964年3月，因憂鬱症，入南京丁山療養院療養。12月23日，從南京靈谷寺北塔跳下自殺身亡。
- 曾昭懿：1925年入艺芳女子中学，1933年参加南京市高中学生会考获得第一名。1933年考入金陵大学理学院生物系，1937年师从林巧稚度读研究生，抗战后在北平继续从医。文革期間被餓死。
- 曾昭鏻：1936年在南京汇文女子中学毕业，考入南京金陵女子大学，1937年随曾昭抡到长沙临时大学，后随长沙临时大学来到昆明，入读西南联合大学经济系，毕业后在驻昆明美国陆军供应处任职。抗日战争胜利后，曾昭鏻到上海定居，在国民政府资源委员会下属的中国石油进出口公司工作。1952年，曾昭鏻调入上海市五金交电公司。1998年6月4日，曾昭鏻在上海因病去世。
- 曾昭楣：1938年夏在长沙艺芳女校高中毕业，1938年考入西南联大历史系，入学后在傅斯年的建议下改学生物，1945年与谭延闿的儿子谭季甫结婚，1949年去台湾。谭季甫的姐夫即陈诚。